# Ligne Shintetsu Kōen-Toshi
La ligne Shintetsu Kōen-Toshi (神戸電鉄公園都市線, Kōbe Dentetsu Kōen-Toshi-sen) est une ligne ferroviaire japonaise exploitée par la Kobe Electric Railway à Sanda.

## Caractéristiques

### Liste des gares
La ligne comprend quatre gares avec une distance moyenne de 1,83 km entre chaque gare. Toutes les gares se trouvent dans la ville de Sanda (préfecture de Hyogo).
| Numéro | Gare              | Nom japonais       | Distance entre chaque gare | Distance depuis Yokoyama | Correspondance                           |
| ------ | ----------------- | ------------------ | -------------------------- | ------------------------ | ---------------------------------------- |
| KB27   | Yokoyama          | 横山               | -                          | 0,0                      | Shintetsu : ligne Sanda (interconnexion) |
| KB31   | Flower Town       | フラワータウン     | 2,3                        | 2,3                      |                                          |
| KB32   | Minami Woody Town | 南ウッディタウン   | 2,2                        | 4,5                      |                                          |
| KB33   | Woody Town Chūō   | ウッディタウン中央 | 1,0                        | 5,5                      |                                          |

## Exploitation

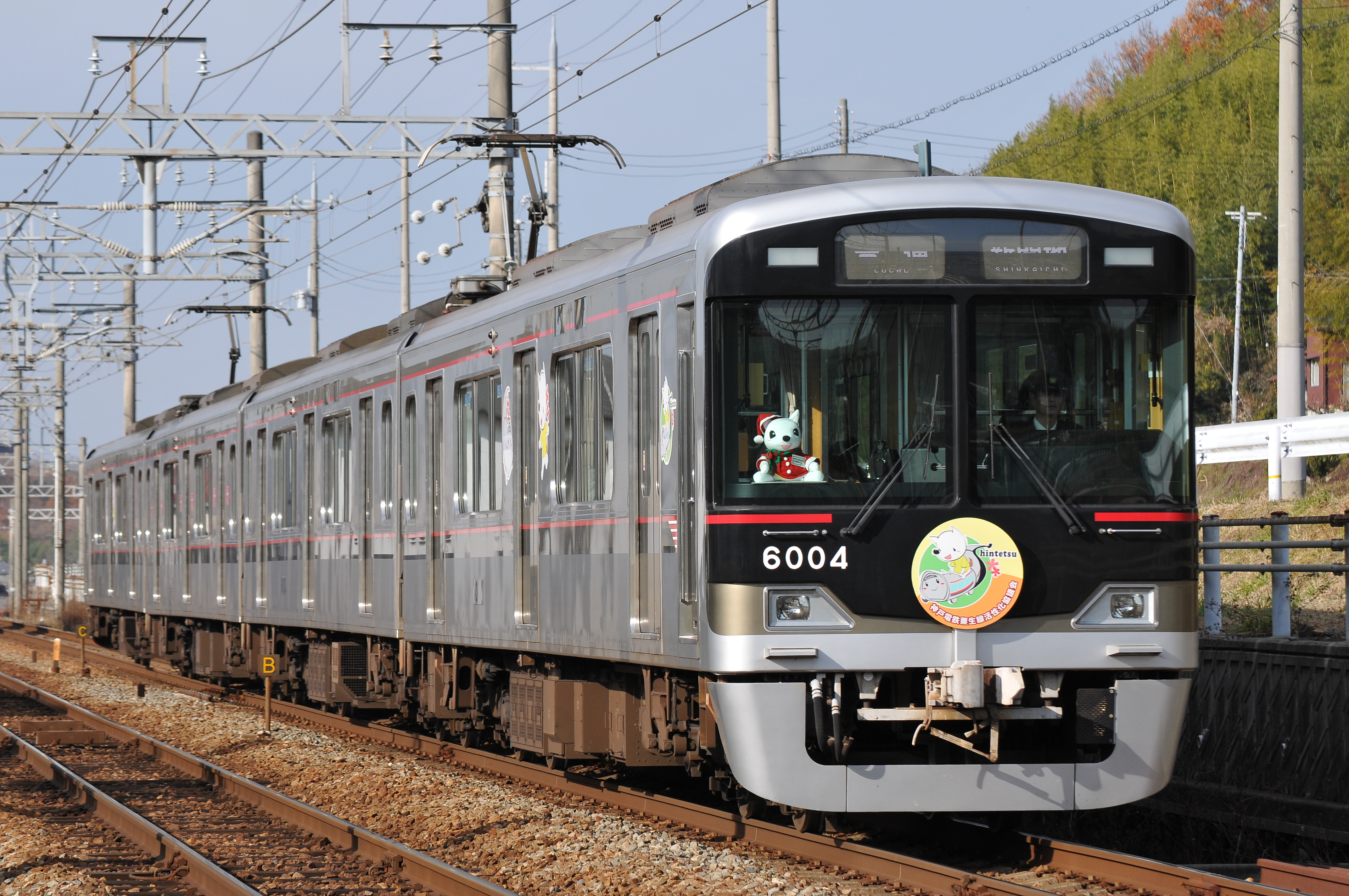
Locomotrice de série 6000
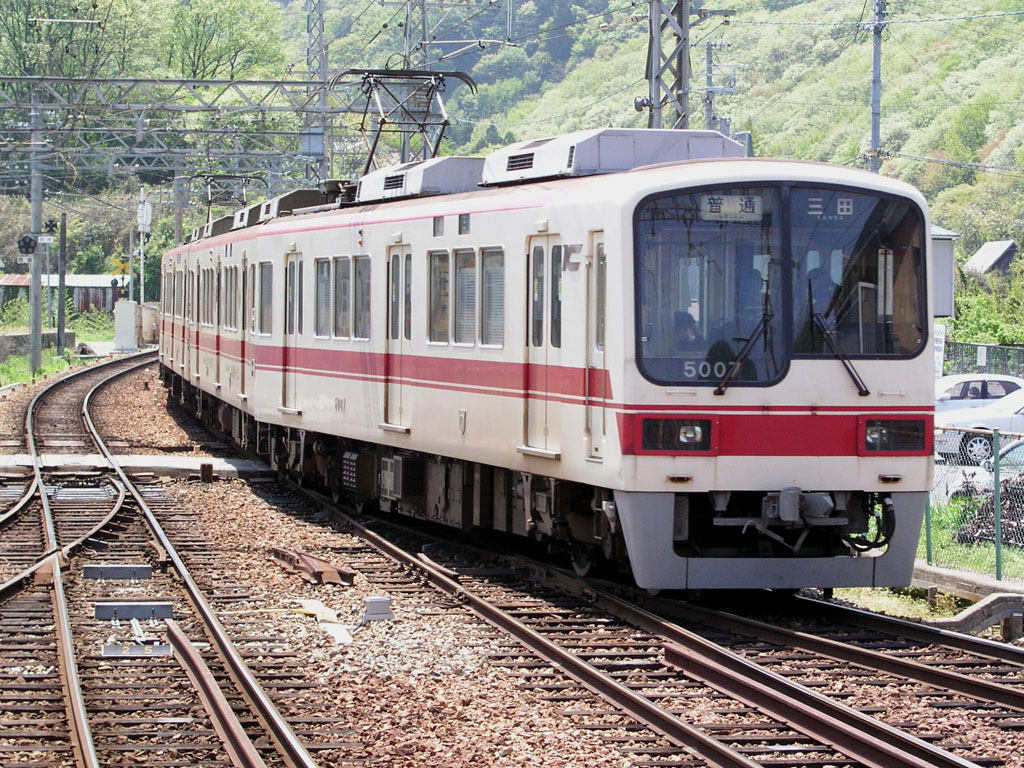
Locomotrice de série 5000
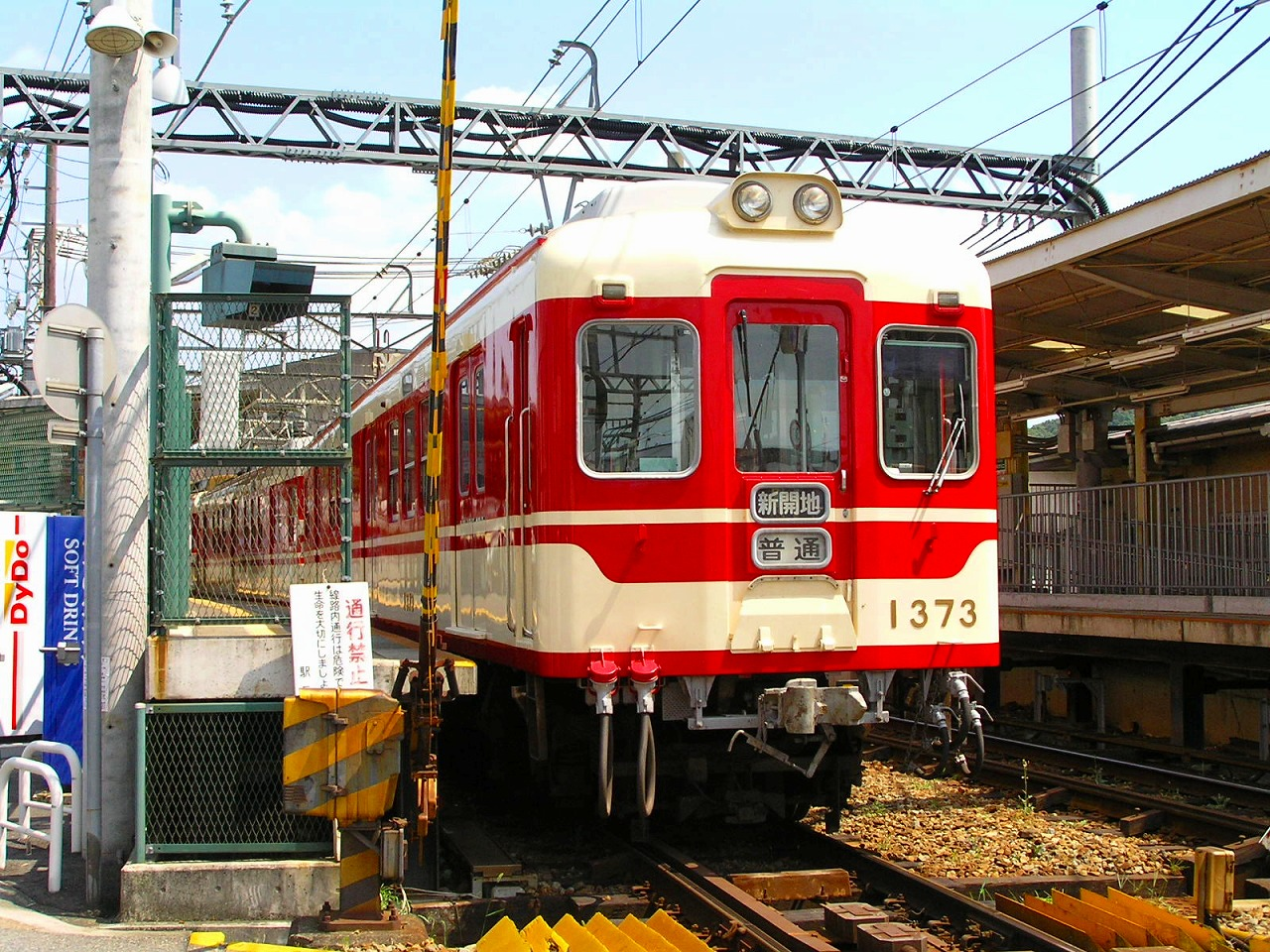
Locomotrice de série 1370